# Tobyl Fýtbol Klýby
Il Tobyl Fýtbol Klýby (kazako: Тобыл футбол клубы) è una società calcistica kazaka con sede nella città di Qostanay. Milita nella Qazaqstan Prem'er Ligasy, la massima divisione del campionato kazako di calcio, dalla nascita del torneo, nel 1992.
Fece la sua prima partecipazione nelle coppe europee nel 2003, raggiungendo subito il terzo turno della Coppa Intertoto, dopo aver eliminato il Polonia Varsavia e il Sint-Truiden e prima di essere estromessa dalla competizione per mano del Pasching. Nella Coppa UEFA 2006-2007 è stato eliminato dal Basilea, mentre nella Coppa Intertoto 2007 ha eliminato squadre più quotate, come lo Zestaponi, lo Slovan Liberec e l'OFI Creta.
Prende parte ai preliminari di UEFA Europa League 2018-2019. Qui elimina il FC Samtredia vincendo entrambi i match, ma poi viene eliminato per la regola dei gol in trasferta dagli armeni del Pyunik Erevan.
Partecipa alla UEFA Champions League 2022-2023 in cui affronta al primo turno i quotati ungheresi del Ferencvaros; all'andata pareggiano 0-0 ma al ritorno perdono 1-5 e vengono eliminati.

## Cronistoria del nome
- 1967: Fondato come Avtomobilist Kostanai
- 1982: Rinominato in Energetik Kostanai
- 1990: Rinominato in Kustanayets Kostanai
- 1992: Rinominato in Khimik Kostanai
- 1995: Rinominato in Tobol Kostanai

## Palmarès

### Competizioni nazionali
- Campionato kazako: 2

2010, 2021
- Coppa del Kazakistan: 2

2007, 2023
- Supercoppa del Kazakistan: 3

2021, 2022, 2024

### Altri piazzamenti
- Campionato kazako:

Secondo posto: 2003, 2005, 2007, 2008, 2020
Terzo posto: 2018, 2022
- Coppa del Kazakistan:

Finalista: 2003, 2011
Semifinalista: 2001, 2008, 2015, 2019, 2021, 2024
- Supercoppa del Kazakistan:

Finalista: 2008, 2011

## Organico

### Rosa 2021
Aggiornata al 5 gennaio 2022.
| N. |                       | Ruolo | Calciatore           |
| -- | --------------------- | ----- | -------------------- |
| 3  | Kazakistan (bandiera) | D     | Romano Asrankulov    |
| 5  | Kazakistan (bandiera) | D     | Daniyar Semchenkov   |
| 6  | Russia (bandiera)     | C     | Aleksandr Zuev       |
| 7  | Kazakistan (bandiera) | D     | Dmïtrïý Mïroşnïçenko |
| 8  | Kazakistan (bandiera) | C     | Askhat Tagybergen    |
| 10 | Kazakistan (bandiera) | C     | Serikzhan Muzhikov   |
| 12 | Kazakistan (bandiera) | P     | Sultan Busurmanov    |
| 14 | Kazakistan (bandiera) | C     | Samat Zharynbetov    |
| 17 | Kazakistan (bandiera) | C     | Rwslan Valïwllïn     |
| 18 | Portogallo (bandiera) | C     | Ruben Brigido        |
| 20 | Georgia (bandiera)    | C     | Zhaslan Zhumashev    |

| N. |                               | Ruolo | Calciatore          |
| -- | ----------------------------- | ----- | ------------------- |
| 22 | Kazakistan (bandiera)         | D     | Aleksandr Marochkin |
| 24 | Kazakistan (bandiera)         | D     | Bagdat Kairov       |
| 25 | Kazakistan (bandiera)         | D     | Serhiy Malyi        |
| 29 | Serbia (bandiera)             | C     | Dusan Jovancic      |
| 34 | Togo (bandiera)               | C     | David Henen         |
| 35 | Kazakistan (bandiera)         | P     | Aleksandr Mokïn     |
| 45 | Macedonia del Nord (bandiera) | D     | Aleksa Amanovic     |
| 77 | Uzbekistan (bandiera)         | A     | Igor Sergeyev       |
| 87 | Serbia (bandiera)             | A     | Zoran Tošić         |
| 99 | Georgia (bandiera)            | A     | Elguja Lobjanidze   |